# Los Villares
Los Villares é um município da Espanha, na província de Xaém, comunidade autónoma da Andaluzia. Tem 88,63 km² de área e em 2021 tinha 6 106 habitantes (densidade: 68,9 hab./km²). Pertence à Comarca Metropolitana de Xaém, e limita com os municípios de Xaém, Martos, Fuensanta de Martos, Jamilena, Torredelcampo e Valdepeñas de Jaén.